# Cinco de Noviembre, Siltepec
Cinco de Noviembre är en ort i Mexiko.   Den ligger i kommunen Siltepec och delstaten Chiapas, i den sydöstra delen av landet, 800 km sydost om huvudstaden Mexico City. Cinco de Noviembre ligger 1 439 meter över havet och antalet invånare är 197.
Terrängen runt Cinco de Noviembre är bergig österut, men västerut är den kuperad. Cinco de Noviembre ligger nere i en dal. Runt Cinco de Noviembre är det ganska tätbefolkat, med 83 invånare per kvadratkilometer. Närmaste större samhälle är El Porvenir de Velasco Suárez, 15,2 km öster om Cinco de Noviembre. I omgivningarna runt Cinco de Noviembre växer i huvudsak städsegrön lövskog.